# Thunder (пісня Леони Льюїс)
«Thunder» — третій та фінальний сингл п'ятого студійного альбому британської поп-співачки Леони Льюїс — «I Am». У США пісня вийшла 24 липня 2015. Пісня написана Леоною Льюїс, Тобі Гедом; спродюсована Тобі Гедом.

## Музичне відео
Музичне відео зрежисоване Сарою МакКолган. Прем'єра музичного відео відбулась 13 серпня 2015 на офіційному обліковому записі Льюїс на відеохостингу Vevo. Станом на червень 2018 музичне відео мало 2,6 мільйонів переглядів на відеохостингу YouTube.

## Список композицій
- "Thunder" (альбомна версія)[2] – 3:43
- "Thunder" (акустична альбомна версія)[2] – 3:17
- "Thunder" (ремікс Danny Verde)[3] – 5:55
- "Thunder" (ремікс Tom Swoon)[4] – 3:17

## Чарти
| Чарт (2015)                              | Місце |
| ---------------------------------------- | ----- |
| Canada AC (Billboard)                    | 44    |
| Czech Republic (Singles Digitál Top 100) | 98    |
| Hungary (Rádiós Top 40)                  | 21    |
| Slovakia (Singles Digitál Top 100)       | 100   |
| US Adult Contemporary (Billboard)        | 29    |
| US Adult Top 40 (Billboard)              | 25    |
| US Dance Club Songs (Billboard)          | 12    |

## Історія релізів
| Країна          | Версія             | Дата            | Формат                              | Лейбл   | Виноски |
| --------------- | ------------------ | --------------- | ----------------------------------- | ------- | ------- |
| США             | оригінальна        | 24 липня 2015   | Цифрове завантаження                | Def Jam | [ 7 ]   |
| США             | оригінальна        | 27 липня 2015   | Hot/Modern/Adult contemporary radio | Def Jam | [ 8 ]   |
| США             | ремікс Danny Verde | 11 вересня 2015 | Цифрове завантаження                | Def Jam | [ 3 ]   |
| США             | ремікс Tom Swoon   | 25 вересня 2015 | Цифрове завантаження                | Def Jam | [ 4 ]   |
| Австралія       | ремікс Danny Verde | 28 вересня 2015 | Цифрове завантаження                | Island  | [ 9 ]   |
| Франція         | ремікс Danny Verde | 28 вересня 2015 | Цифрове завантаження                | Island  | [ 10 ]  |
| Німеччина       | ремікс Danny Verde | 28 вересня 2015 | Цифрове завантаження                | Island  | [ 11 ]  |
| Нова Зеландія   | ремікс Danny Verde | 28 вересня 2015 | Цифрове завантаження                | Island  | [ 12 ]  |
| Велика Британія | ремікс Danny Verde | 28 вересня 2015 | Цифрове завантаження                | Island  | [ 13 ]  |
| Велика Британія | оригінальна        | 24 жовтня 2015  | BBC Radio 2 C-сторона               | Island  | [ 14 ]  |